# HD 151967
HD 151967，又名CP-57 8157，SAO 244245、HR 6251，是一颗恒星，视星等为5.94，位于銀經330.88，銀緯-8.89，其B1900.0坐标为赤經16h 45m 30.9s，赤緯-57° -8.89′ 17″。